# Carl Stamitz
Carl Philipp Stamitz (tiếng Séc: Karel Stamic) là nhà soạn nhạc người Đức có tổ tiên là người Séc. Ông là con trai của Johann Stamitz và là anh trai của Anton Stamitz.

## Cuộc đời và sự nghiệp
Johann Stamitz chính là người thầy đầu tiên của Karl Stamitz. Năm 1762, Karl trở thành một nghệ sĩ violin trong dàn nhạc giao hưởng do chính cha ông, Johann, làm chỉ huy. Kể từ khi người cha của ông trở thành một nhà soạn nhạc danh tiếng, Carl Stamitz đã được tiếp xúc với âm nhạc rất tốt. Điều này giúp cho Carl Stamitz phát triển kỹ thuật chơi đàn violin của bản thân, dù còn trẻ. Năm 1770, ông rời bỏ Mannheim tới Paris, đó chính là năm đầu tiên của một chuyến biểu diễn. Ông lưu diễn khắp châu Âu, biểu diễn như một nghệ sĩ violin bậc thầy. Ngoài ra, ông còn biểu diễn viola. Đồng thời, Carl Stamtiz còn hoạt động âm nhạc với vai trò là một nhà soạn nhạc. Năm 1771, ông được bổ nhiệm là nhà soạn nhạc của Duke Louis of Noailles. Đó là khoảng thời gian ông sống tại London. Sau đó, ông chuyển đến Prague, nơi ông trở thành nghệ sĩ độc tấu viola cho William V xứ Orange. Carl Stamitz đã thực hiện 28 buổi hòa nhạc. Tuy nhiều tài năng như vậy, nhưng Stamitz lại không kiếm đủ tiền nuôi bản thân và gia đình. Thập niên 1790 trở thành khoảng thời gian khó khăn nhất đôi với gia đình Stamitz. Carl không thể nào kiếm một vị trí ổn định, vơ ông lại ốm nặng. Một số nguồn tin còn cho rằng ông đã chuyển sang giả kim thuật, biến chì thành vàng. Tuy nhiên, ông cũng có một số tiền cho việc bán tác phẩm của mình. Sau đó, ông nhận chức Kapellmeister tại Jena, và giảng dạy tại các trường đại học ở đó. Carl Stamitz qua đời 10 tháng sau khi vơ ông ra đi.

## Các sáng tác
Carl Stamitz đã viết:
- Concerto cho violin, viola, cello, sáo, bassoon và piano (15 bản cho violin, 30 bản cho hai nhạc cụ cùng loại).
- Hơn 50 bản giao hưởng
- Các tác phẩm cho nhạc thính phòng

## Đĩa hát
- Symfonies concertante, Vienna Symphony Orchestra, Henry Swoboda, dir., Westminster, WL 50-17 (WL-17 A--WL-17 B), 1950.
- Four Quartets for Winds and Strings, Nonesuch Records, H-71125, c1966.
- Chamber music. Selections, Musical Heritage Society, MHS 1403, 1972.
- Carl Stamitz: Four Symphonies, London Mozart Players, Matthias Bamert, dir., Chandos Records, Chan 9358, 1995.